# リヨンOU
リヨン・オランピック・ユニヴェルシテール（仏: Lyon Olympique Universitaire）は、フランスのリヨンに本拠地を置くラグビーユニオンクラブである。スタジアムはスタッド・ジェルラン。トップ14に所属。通称はリヨンOU、LOUラグビー。

## 歴史
1896年創設。
1931-32シーズン、フランス選手権（現・トップ14）で初優勝。
2021-22シーズン、EPCRチャレンジカップ決勝でRCトゥーロンを破って初優勝。

## タイトル

### 国内タイトル
- フランス選手権（現・トップ14）
  - 優勝 2回（1932, 1933）
  - 準優勝 1回（1931）

- フランス選手権プロD2（2部リーグ）
  - 優勝 3回（2011, 2014, 2016）

### 国際タイトル
- EPCRチャレンジカップ
  - 優勝 1回（2022）

## スコッド
2024-25シーズンのスコッド（2024年9月現在）
| フッカー - ヤニス・チャーコッセット(Yanis Charcosset) - グイラウメ・マチャード - サム・マタヴェシ プロップ - 'ジャーメイン・アインスリー - イラクリ・アプツィアウリ - フェアオ・フォトゥアイカ - セダーテ・ゴメス・サ - ハンザ・カアベチェ(Hamza Kaabèche) - ヴァレンティン・シムトガ(Valentin Simutoga) - セバスチャン・タオフィフェヌア ロック - キリアン・ゲラシ - ミッチェル・ギイヤール - フェリックス・ランベー - トマス・ラバニーニ | フランカー/No.8 - リアム・アーレン - スティーブ・ブランク＝マッパーズ(Steeve Blanc-Mappaz) - アルノ・ボチャ - ディラン・クルタン - マクシム・ゴウゾウ(Maxime Gouzou) - ピエーレ・サムエル＝パッチェコ(Pierre-Samuel Pacheco) - ベカ・サギナゼ - べカ・クヴァンギラゼ - テオ・ウィリアム(Theo William) スクラムハーフ - シャルリ・カッサン - バティスト・クイユー - マルティン・パジュ＝レロ フライハーフ - レオ・バーデウ - パディ・ジャクソン - フレッチャー・スミス | センター - ヨシヤ・マラク(Josiah Maraku) - テオ・ミーレット(Théo Millet) - アルフレッド・パリジャン(Alfred Parisien) - セミ・ランドランドラ - ティボー・レガード(Thibaut Regard) ウイング - エタン・デュモルティエ - モンティ・イオアネ - シャビエル・ミグノット - ヴァンサン・ラッテ フルバック - ダヴィト・ニニアシヴィリ - アレクサンドレ・チャプチェット(Alexandre Tchaptchet) |
| | | |
| | | |

## 歴代所属選手
- ジョージ・スミス(オーストラリア代表)
- ジョシュ・ベックハイス
- ジョー・トゥイネアウ(トンガ代表)
- ウィリー・アンバカ(ケニア代表)
- サム・イダルゴ＝クライン(スコットランド代表)
- スティービー・セルケイラ(ポルトガル代表)
- リアム・ギル(オーストラリア代表)
- マイク・ハリス(オーストラリア代表)
- ビクトル・コレリシヴィリ(ジョージア代表)
- 山田章仁(日本代表)
- アイザック・ロッダ(オーストラリア代表)
- レミー・グロッソ(フランス代表)
- ホラツィウ・プンジェア(ルーマニア代表)
- ジョー・タウフェテ(アメリカ代表)
- マチュー・バスタロー(フランス代表)
- グラム・パイドゼ(ジョージア代表)
- テモ・マヤナヴァヌア(フィジー代表)
- ディオン・フーリー(南アフリカ代表)
- ピエール＝ルイ・バラシ(フランス代表)
- ジョリス・モウラ(ポルトガル代表)
- フランシスコ・ゴメス・コデラ(アルゼンチン代表)
- トア・ハラフィヒ(イタリア代表)
- コルビー・ファインガア
- タンギノア・ハライフォヌア(トンガ代表)
- リマ・ソポアンガ(ニュージーランド代表)
- リアム・コルトマン(ニュージーランド代表)
- デンバ・バンバ(フランス代表)
- ロマン・タオフィフェヌア(フランス代表)
- エタン・デュモルティエ(フランス代表)
- ノア・ナカイタシ(フランス代表)
- チョスア・トゥイソヴァ(フィジー代表)